# أوكتافيان بوبيسكو (لاعب كرة قدم روماني)
أوكتافيان بوبيسكو (بالرومانية: Octavian Popescu)‏ هو لاعب كرة قدم روماني في مركز حراسة المرمى، ولد في 5 نوفمبر 1985 في بيتيشت في رومانيا. لعب مع نادي ميوفيني ‏.

## وصلات خارجية
- أوكتافيان بوبيسكو (لاعب كرة قدم روماني) على موقع قاعدة بيانات كرة القدم.إي يو (الإنجليزية)
- أوكتافيان بوبيسكو (لاعب كرة قدم روماني) على موقع Soccerway.com (الإنجليزية)